# Sponsor picea
Sponsor picea es una especie de escarabajo del género Sponsor, familia Buprestidae. Fue descrita científicamente por Fisher en 1922.

## Distribución
Habita en la región afrotropical.